# Daman de stâncă
Damanul de stâncă (Procavia capensis) este un mamifer din ordinul hiracoideelor (Hyracoidea) întâlnit în sud-vestul și nord-estul Africii și Orientul Mijlociu. Corpul este îndesat, cu o lungimea de 30-58 cm și o greutatea de 1,8–5,4 kg, coada este foarte scurtă. Blana are o  culoare maronie închisă sau cenușie-maronie, mai deschisă pe abdomen. Damanul de stâncă trăiește în colonii de 4-40 de indivizi, alcătuite dintr-un mascul dominant, mai multe femele adulte și pui. Trăiește de obicei în regiuni stâncoase, la altitudini foarte diverse - de la nivelul mării, pînă în zone de munte de până la 4.000 m altitudine. Își construiește un cuib căptușit cu iarbă printre bolovani. Este un animal erbivor și se hrănește cu frunze, ramuri, fructe și scoarță de copac. Are o longevitate de 9-12 ani.